# Pseudocarabodes improvisus
Pseudocarabodes improvisus är en kvalsterart som först beskrevs av Sandór Mahunka 2000.  Pseudocarabodes improvisus ingår i släktet Pseudocarabodes och familjen Carabodidae. Inga underarter finns listade i Catalogue of Life.